# Isole di Dem'jan Bednyj
Le isole di Dem'jan Bednyj (in russo Острова Демьяна Бедного, ostrova Dem'jana Bednogo) sono un gruppo di isole russe che fanno parte dell'arcipelago di Severnaja Zemlja e sono bagnate dal mare di Kara.
Amministrativamente fanno parte del Tajmyrskij rajon del Territorio di Krasnojarsk, nel Distretto Federale Siberiano.

## Geografia
Le isole si trovano nella parte nord-occidentale dell'arcipelago, a nord-ovest dell'isola Komsomolets; il gruppo è composto da 8 isole più 5 isolotti che sono disposte in un'area lunga 10,5 km (da sud-est a nord-ovest); la più orientale si trova 5 km a nord della foce del fiume Posadočnoj (dell'isola Komsomolets). Le isole sono piatte e sono lunghe al massimo 2 km. Le isole Severnyj, Červjak e Utënok sono collegate da banchi di sabbia, così come Glavnyj, Kolokol e Krajnij.

### Isole del gruppo
- Červjak (остров Червяк)
- Glavnyj (остров Главный)
- Kolobok (остров Колобок)
- Kolokol (остров Колокол)
- Krajnij (остров Крайний)
- Raketa (остров Ракета)
- Severnyj (остров Северный)
- Utënok (остров Утёнок)
- 5 isolotti senza nome

## Storia
Le isole sono state scoperte il 19 maggio 1931 dalla spedizione sovietica di Georgij Alekseevič Ušakov e Nikolaj Nikolaevič Urvancev che hanno circumnavigato Komsomolets per mappare l'isola. Il gruppo di isole è stato così chiamato in onore dello scrittore e poeta sovietico russo Dem’jan Bednyj.